# Ярошенко Ігор Миколайович
Ігор Миколайович Ярошенко (народ. 11 квітня 1967 року, Нова Каховка, Херсонська область) — радянський і український фігурист, який виступав у танцях на льоду в парі з Іриною Романовою. Вони — бронзові призери чемпіонату СРСР, п'ятиразові чемпіони України, бронзові призери чемпіонату Європи і багаторазові призери етапів серії Гран-прі.

## Кар'єра
Ірина Романова та Ігор Ярошенко — перші в історії незалежної України призери чемпіонату Європи по танцях на льоду. Тренувалися у групі у Наталії Линичук, згодом перейшли до Тетяни Тарасової. Після Олімпіади-1998 покинули спорт і вирішили залишитися в Массачусетсі, де на той момент каталися з Тетяною Анатоліївною Тарасовою. Але, не знайшовши підхожого місця роботи, переїхали до Делаверу, де спочатку працювали з маленькими дітьми, а згодом — з дорослими спортсменами. Наприклад, тренували ізраїльську пару Олександра Зарецька / Роман Зарецький. Зараз працює тренером у «The Skating Club of Wilmington».

## Родина
Перебуває у шлюбі з партнеркою Іриною Романовою. У 2002 році у пари народився син Микита.

## Результати
(з І. Романовою)
| Змагання / Сезон           | 1990—1991 | 1991—1992 | 1992—1993 | 1993—1994 | 1994—1995 | 1995—1996 | 1996—1997 | 1997—1998 |
| -------------------------- | --------- | --------- | --------- | --------- | --------- | --------- | --------- | --------- |
| Зимові Олімпійські ігри    |           |           |           | 7         |           |           |           | 9         |
| Чемпіонати світу           |           |           | 7         | 4         | 8         | 5         | 8         | 7         |
| Чемпіонати Європи          |           |           | 7         | 7         | 7         | 3         | 6         | 8         |
| Чемпіонати України         |           |           |           | 1         | 1         | 1         | 1         | 1         |
| Чемпіонати СРСР            |           | 3         |           |           |           |           |           |           |
| Фінали Гран-прі            |           |           |           |           |           |           | 4         |           |
| Skate America              |           |           |           |           |           |           | 5         |           |
| Skate Canada International | 2         | 5         |           |           |           | 3         |           |           |
| Trophée Lalique            |           |           | 2         |           |           | 3         | 3         | 3         |
| NHK Trophy                 |           |           | 4         | 2         |           |           | 3         |           |
| Nations Cup                | 1         |           |           | 1         |           | 2         |           | 3         |
| Зимові Універсіади         | 2         |           |           |           |           |           |           |           |